# 射水郡
射水郡為過去位於日本富山縣西北部的郡，已於2005年因無所屬町村而被消失。
在1879年實施郡區町村編制法時的轄區包括現在的射水市、冰見市的全部區域，高岡市的東北半部地區，以及富山市西北部的小部分地區。

## 歷史
「射水」的名稱最早出現在先代舊事本紀中，其中記載了「國造」，「伊彌頭」後來在奈良時代被改使用日文發音相同的漢字相同；一般認為「射水」指的是河川出海口，現在於此出海的川過去是匯入小矢部川，兩條河川匯流後的河段則是被稱為「射水川」，並在射水郡內入海。
過去在8世紀越國被分割為越前國、越中國、越後國時，射水郡被劃入了越中國；當時越中國的國府即設於射水郡的伏木地區；1580年織田信長平地此地後一度成為佐佐成政的領地，1585年後改成為前田利長的領地，也因此至17世紀江戶時代後，郡內全部區域都成為前田氏加賀藩的領地。
由於當時的射水郡被二上丘陵分隔為兩個區域，位於二上丘陵以北的此區域長期以來就有「中郡」或「冰見郡」的別稱；17世紀初期在加賀藩的主導下，於1618年一度將二上丘陵以北的區域分出設立冰見郡，不過在1671年冰見郡又被併回射水郡。
19世紀末明治維新實施廢藩置縣後最初改隸屬金澤縣，在1871年的第一次府縣整併後，被劃入新設立的七尾縣；不過在1876年的第二次府縣整併中，又隨著七尾縣被併入由原金澤縣更名而成的石川縣。
1878年石川縣實施郡區町村編製法時，正式設置近代的行政區劃「射水郡」，郡役所則是設在高岡城鍛冶丸原址（位於現在的高岡市）。
1883年射水郡與過去原屬越中國的各郡再次自石川縣中分出，隸屬新設立的富山縣。

### 沿革

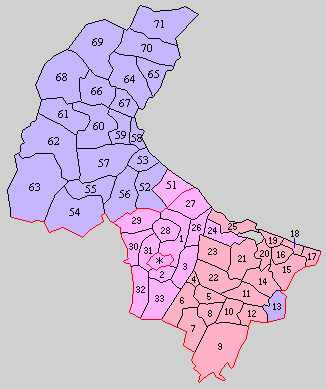
1889年射水郡轄下的行政區劃：1.掛開發村、2.下關村、3.野村、4.大門町、5.二口村、6.淺井村、7.櫛田村、8.水戶田村、9.金山村、10.橋下條村、11.小杉町、12.黑河村、13.老田村、14.大江村、15.下村、16.七美村、17.打出本江村、18.海老江村、19.堀岡村、20.片口村、21.作道村、22.大島村、23.塚原村、24.牧野村、25.新湊町、26.能町村、27.伏木町、28.二上村、29.守山村、30.西條村、31.橫田村、32.佐野村、33.二塚村、51.太田村、52.宮田村、53.窪村、54.佛生寺村、55.布勢村、56.神代村、57.十二町村、58.冰見町、59.加納村、60.上庄村、61.熊無村、62.速川村、63.久目村、64.阿尾村、65.藪田村、66.余川村、67.稻積村、68.碁石村、69.八代村、70.宇波村、71.女良村、＊為當時的高岡市
（右側紫色：現屬富山市、桃色：現屬高岡市、紅色：現屬射水市、左側紫色：現屬冰見市）

- 1889年4月1日：實施町村制，原屬高岡城下町的區域自射水郡中分出設立為高岡市，同時射水郡下設：掛開發村（日语：掛開発村）、下關村（日语：下関村 (富山県)）、野村（日语：野村 (富山県)）、大門町（日语：大門町）、二口村（日语：二口村）、淺井村（日语：浅井村 (富山県)）、櫛田村（日语：櫛田村 (富山県)）、水戶田村（日语：水戸田村）、金山村（日语：金山村 (富山県)）、橋下條村（日语：橋下条村）、小杉町、黑河村（日语：黒河村）、老田村（日语：老田村）、大江村（日语：大江村 (富山県)）、下村（日语：下村）、七美村（日语：七美村）、打出本江村（日语：本江村）、海老江村（日语：海老江村 (富山県)）、堀岡村（日语：堀岡村）、片口村（日语：片口村）、作道村（日语：作道村）、大島村（日语：大島町 (富山県)）、塚原村（日语：塚原村）、牧野村（日语：牧野村 (富山県)）、新湊町、能町村（日语：能町村）、伏木町（日语：伏木町）、二上村（日语：二上村 (富山県)）、守山村（日语：守山村 (富山県)）、西條村（日语：西条村 (富山県)）、橫田村（日语：横田村 (富山県)）、佐野村（日语：佐野村 (富山県)）、二塚村（日语：二塚村 (富山県)）、太田村（日语：太田村 (富山県氷見郡)）、宮田村（日语：宮田村 (富山県)）、窪村（日语：窪村）、佛生寺村（日语：仏生寺村 (富山県)）、布勢村（日语：布勢村 (富山県)）、神代村（日语：神代村 (富山県)）、十二町村（日语：十二町村）、冰見町、加納村（日语：加納村 (富山県)）、上村、熊無村（日语：熊無村）、速川村（日语：速川村）、久目村（日语：久目村）、阿尾村（日语：阿尾村）、藪田村（日语：藪田村 (富山県)）、余川村（日语：余川村 (富山県)）、稻積村（日语：稲積村 (富山県)）、碁石村（日语：碁石村）、八代村（日语：八代村 (富山県)）、宇波村（日语：宇波村）、女良村（日语：女良村）。（5町49村）
- 1896年4月1日：實施郡制（日语：郡制），射水郡的西北部的太田村、宮田村、窪村、佛生寺村、布勢村、神代村、十二町村、冰見町、加納村、上庄村、熊無村、速川村、久目村、阿尾村、藪田村、余川村、稻積村、碁石村、八代村、宇波村、女良村被分割出，隸屬新設立的冰見郡。[9]（4町29村）
- 1915年1月1日：打出本江村更名為本江村（日语：本江村）。
- 1917年5月15日：掛開發村被併入高岡市。[10]（4町28村）
- 1923年4月1日：廢除郡會和郡參事會。
- 1925年8月1日：下關村被併入高岡市。[10]（4町27村）
- 1926年7月1日：廢除郡役所，此後郡不再作為行政區劃，只作為地名的表示。
- 1928年6月1日：橫田村和西條村被併入高岡市。[10]（4町25村）
- 1933年8月1日：二上村被併入高岡市。[10]（4町24村）
- 1940年12月1日：牧野村被併入新湊町。[10]（4町23村）
- 1942年4月1日：伏木町、能町村、守山村、野村、佐野村、二塚村被併入高岡市。[10]（3町18村）
- 1942年6月8日：橋下條村被併入小杉町。（3町17村）
- 1942年10月2日：新湊町被併入高岡市。[10]（2町17村）
- 1951年1月1日：高岡市內原屬新湊町和牧野村的區域被分出獨立設置為新湊町和牧野村。[10]（3町18村）
- 1951年3月15日：新湊町改制為新湊市，並脫離射水郡。（2町18村）
- 1951年4月4日：牧野村被併入高岡市。[10]（2町17村）
- 1953年4月1日：作道村、片口村、堀岡村、海老江村、七美村、本江村被併入新湊市。（2町11村）
- 1953年10月5日：塚原村被併入新湊市。（2町10村）
- 1953年11月15日：金山村被併入小杉町。（2町9村）
- 1953年12月1日：大江村被併入小杉町。（2町8村）
- 1954年3月1日：（2町3村）
  - 大門町、櫛田村、淺井村、水戶田村、二口村合併為新設立的大門町（日语：大門町）。
  - 老田村和婦負郡吳羽村（日语：呉羽村）、長岡村（日语：長岡村 (富山県)）、寒江村（日语：寒江村）合併為吳羽町（日语：呉羽町），屬婦負郡。
- 1954年3月27日：黑河村被併入小杉町。（2町2村）
- 1959年4月1日：婦負郡池多村（日语：池多村）的部分地區被併入小杉町。
- 1969年4月1日：大島村改制為大島町（日语：大島町 (富山県)）。（3町1村）
- 2005年11月1日：小杉町、大門町、大島町、下村和新湊市合併為射水市[11]；同時射水郡因無所屬町村而消失。

### 變遷表
| 1889年4月1日 | 1889年 - 1912年             | 1912年 - 1944年             | 1912年 - 1944年             | 1945年 - 1954年             | 1945年 - 1954年                 | 1955年 - 1989年           | 1989年 - 現在              | 現在                       |
| ------------ | --------------------------- | --------------------------- | --------------------------- | --------------------------- | ------------------------------- | ------------------------- | -------------------------- | -------------------------- |
| 高岡市       | 高岡市                      | 高岡市                      | 高岡市                      | 高岡市                      | 高岡市                          | 高岡市                    | 2005年11月1日 合併為高岡市 | 2005年11月1日 合併為高岡市 |
| 掛開發村     | 掛開發村                    | 1917年5月15日 併入高岡市    | 高岡市                      | 高岡市                      | 高岡市                          | 高岡市                    | 2005年11月1日 合併為高岡市 | 2005年11月1日 合併為高岡市 |
| 下關村       | 下關村                      | 1925年8月1日 併入高岡市     | 高岡市                      | 高岡市                      | 高岡市                          | 高岡市                    | 2005年11月1日 合併為高岡市 | 2005年11月1日 合併為高岡市 |
| 西條村       | 西條村                      | 1928年6月1日 併入高岡市     | 高岡市                      | 高岡市                      | 高岡市                          | 高岡市                    | 2005年11月1日 合併為高岡市 | 2005年11月1日 合併為高岡市 |
| 橫田村       |                             | 1928年6月1日 併入高岡市     | 高岡市                      | 高岡市                      | 高岡市                          | 高岡市                    | 2005年11月1日 合併為高岡市 | 2005年11月1日 合併為高岡市 |
| 二上村       | 二上村                      | 1933年8月1日 併入高岡市     | 高岡市                      | 高岡市                      | 高岡市                          | 高岡市                    | 2005年11月1日 合併為高岡市 | 2005年11月1日 合併為高岡市 |
| 野村         | 野村                        | 野村                        | 1942年4月1日 併入高岡市     | 高岡市                      | 高岡市                          | 高岡市                    | 2005年11月1日 合併為高岡市 | 2005年11月1日 合併為高岡市 |
| 能町村       |                             |                             | 1942年4月1日 併入高岡市     | 高岡市                      | 高岡市                          | 高岡市                    | 2005年11月1日 合併為高岡市 | 2005年11月1日 合併為高岡市 |
| 伏木町       |                             |                             | 1942年4月1日 併入高岡市     | 高岡市                      | 高岡市                          | 高岡市                    | 2005年11月1日 合併為高岡市 | 2005年11月1日 合併為高岡市 |
| 守山村       |                             |                             | 1942年4月1日 併入高岡市     | 高岡市                      | 高岡市                          | 高岡市                    | 2005年11月1日 合併為高岡市 | 2005年11月1日 合併為高岡市 |
| 佐野村       |                             |                             | 1942年4月1日 併入高岡市     | 高岡市                      | 高岡市                          | 高岡市                    | 2005年11月1日 合併為高岡市 | 2005年11月1日 合併為高岡市 |
| 二塚村       |                             |                             | 1942年4月1日 併入高岡市     | 高岡市                      | 高岡市                          | 高岡市                    | 2005年11月1日 合併為高岡市 | 2005年11月1日 合併為高岡市 |
| 牧野村       | 牧野村                      | 1940年12月1日 併入新湊町    | 1942年10月2日 併入高岡市    | 1951年1月1日 牧野村         | 1951年4月4日 併入高岡市         | 高岡市                    | 2005年11月1日 合併為高岡市 | 2005年11月1日 合併為高岡市 |
| 新湊町       | 新湊町                      | 新湊町                      | 1942年10月2日 併入高岡市    | 1951年1月1日 新湊町         | 1951年3月15日 新湊市            | 新湊市                    | 2005年11月1日 合併為射水市 | 2005年11月1日 合併為射水市 |
| 七美村       | 七美村                      | 七美村                      | 七美村                      | 七美村                      | 1953年4月1日 併入新湊市         | 新湊市                    | 2005年11月1日 合併為射水市 | 2005年11月1日 合併為射水市 |
| 打出本江村   | 打出本江村                  | 1915年1月1日 更名為本江村   | 1915年1月1日 更名為本江村   | 1915年1月1日 更名為本江村   | 1953年4月1日 併入新湊市         | 新湊市                    | 2005年11月1日 合併為射水市 | 2005年11月1日 合併為射水市 |
| 海老江村     |                             |                             |                             |                             | 1953年4月1日 併入新湊市         | 新湊市                    | 2005年11月1日 合併為射水市 | 2005年11月1日 合併為射水市 |
| 堀岡村       |                             |                             |                             |                             | 1953年4月1日 併入新湊市         | 新湊市                    | 2005年11月1日 合併為射水市 | 2005年11月1日 合併為射水市 |
| 片口村       |                             |                             |                             |                             | 1953年4月1日 併入新湊市         | 新湊市                    | 2005年11月1日 合併為射水市 | 2005年11月1日 合併為射水市 |
| 作道村       |                             |                             |                             |                             | 1953年4月1日 併入新湊市         | 新湊市                    | 2005年11月1日 合併為射水市 | 2005年11月1日 合併為射水市 |
| 塚原村       | 塚原村                      | 塚原村                      | 塚原村                      | 塚原村                      | 1953年10月5日 併入新湊市        | 新湊市                    | 2005年11月1日 合併為射水市 | 2005年11月1日 合併為射水市 |
| 大門町       | 大門町                      | 大門町                      | 大門町                      | 大門町                      | 1954年3月1日 合併為大門町       | 1954年3月1日 合併為大門町 | 2005年11月1日 合併為射水市 | 2005年11月1日 合併為射水市 |
| 二口村       |                             |                             |                             |                             | 1954年3月1日 合併為大門町       | 1954年3月1日 合併為大門町 | 2005年11月1日 合併為射水市 | 2005年11月1日 合併為射水市 |
| 淺井村       |                             |                             |                             |                             | 1954年3月1日 合併為大門町       | 1954年3月1日 合併為大門町 | 2005年11月1日 合併為射水市 | 2005年11月1日 合併為射水市 |
| 櫛田村       |                             |                             |                             |                             | 1954年3月1日 合併為大門町       | 1954年3月1日 合併為大門町 | 2005年11月1日 合併為射水市 | 2005年11月1日 合併為射水市 |
| 水戶田村     |                             |                             |                             |                             | 1954年3月1日 合併為大門町       | 1954年3月1日 合併為大門町 | 2005年11月1日 合併為射水市 | 2005年11月1日 合併為射水市 |
| 金山村       | 金山村                      | 金山村                      | 金山村                      | 金山村                      | 1953年11月15日 併入小杉町       | 小杉町                    | 2005年11月1日 合併為射水市 | 2005年11月1日 合併為射水市 |
| 橋下條村     | 橋下條村                    | 橋下條村                    | 1942年6月8日 併入小杉町     | 小杉町                      | 小杉町                          | 小杉町                    | 2005年11月1日 合併為射水市 | 2005年11月1日 合併為射水市 |
| 小杉町       |                             |                             |                             | 小杉町                      | 小杉町                          | 小杉町                    | 2005年11月1日 合併為射水市 | 2005年11月1日 合併為射水市 |
| 大江村       | 大江村                      | 大江村                      | 大江村                      | 大江村                      | 1953年12月1日 併入小杉町        | 小杉町                    | 2005年11月1日 合併為射水市 | 2005年11月1日 合併為射水市 |
| 黑河村       | 黑河村                      | 黑河村                      | 黑河村                      | 黑河村                      | 1954年3月27日 併入小杉町        | 小杉町                    | 2005年11月1日 合併為射水市 | 2005年11月1日 合併為射水市 |
| 下村         |                             |                             |                             |                             |                                 |                           | 2005年11月1日 合併為射水市 | 2005年11月1日 合併為射水市 |
| 大島村       | 大島村                      | 大島村                      | 大島村                      | 大島村                      | 大島村                          | 1969年4月1日 改制為大島町 | 2005年11月1日 合併為射水市 | 2005年11月1日 合併為射水市 |
| 老田村       | 老田村                      | 老田村                      | 老田村                      | 老田村                      | 1954年3月1日 合併為婦負郡吳羽町 | 1965年4月1日 併入富山市   | 1965年4月1日 併入富山市    | 1965年4月1日 併入富山市    |
| 太田村       | 1896年4月1日 冰見郡太田村   | 1896年4月1日 冰見郡太田村   | 1896年4月1日 冰見郡太田村   | 1896年4月1日 冰見郡太田村   | 1953年10月5日 併入高岡市        | 1953年10月5日 併入高岡市  | 1953年10月5日 併入高岡市   | 1953年10月5日 併入高岡市   |
| 佛生寺村     | 1896年4月1日 冰見郡佛生寺村 | 1896年4月1日 冰見郡佛生寺村 | 1896年4月1日 冰見郡佛生寺村 | 1896年4月1日 冰見郡佛生寺村 | 1954年4月1日 併入冰見市         | 冰見市                    | 冰見市                     | 冰見市                     |
| 布勢村       | 1896年4月1日 冰見郡布勢村   | 1896年4月1日 冰見郡布勢村   | 1896年4月1日 冰見郡布勢村   | 1896年4月1日 冰見郡布勢村   | 1954年4月1日 併入冰見市         | 冰見市                    | 冰見市                     | 冰見市                     |
| 神代村       | 1896年4月1日 冰見郡神代村   | 1896年4月1日 冰見郡神代村   | 1896年4月1日 冰見郡神代村   | 1896年4月1日 冰見郡神代村   | 1954年4月1日 併入冰見市         | 冰見市                    | 冰見市                     | 冰見市                     |
| 十二町村     | 1896年4月1日 冰見郡十二町村 | 1896年4月1日 冰見郡十二町村 | 1896年4月1日 冰見郡十二町村 | 1896年4月1日 冰見郡十二町村 | 1954年4月1日 併入冰見市         | 冰見市                    | 冰見市                     | 冰見市                     |
| 宮田村       | 1896年4月1日 冰見郡宮田村   | 1896年4月1日 冰見郡宮田村   | 1896年4月1日 冰見郡宮田村   | 1896年4月1日 冰見郡宮田村   | 1953年11月1日 併入冰見市        | 冰見市                    | 冰見市                     | 冰見市                     |
| 窪村         | 1896年4月1日 冰見郡窪村     | 1896年4月1日 冰見郡窪村     | 1896年4月1日 冰見郡窪村     | 1896年4月1日 冰見郡窪村     | 1953年11月1日 併入冰見市        | 冰見市                    | 冰見市                     | 冰見市                     |
| 冰見町       | 1896年4月1日 冰見郡冰見町   | 1896年4月1日 冰見郡冰見町   | 1896年4月1日 冰見郡冰見町   | 冰見町                      | 1952年8月1日 改制為冰見市       | 冰見市                    | 冰見市                     | 冰見市                     |
| 加納村       | 1896年4月1日 冰見郡加納村   | 1896年4月1日 冰見郡加納村   | 1940年4月1日 併入冰見町     | 冰見町                      | 1952年8月1日 改制為冰見市       | 冰見市                    | 冰見市                     | 冰見市                     |
| 稻積村       | 1896年4月1日 冰見郡稻積村   | 1896年4月1日 冰見郡稻積村   | 1940年10月1日 併入冰見町    | 冰見町                      | 1952年8月1日 改制為冰見市       | 冰見市                    | 冰見市                     | 冰見市                     |
| 余川村       | 1896年4月1日 冰見郡余川村   | 1896年4月1日 冰見郡余川村   | 1896年4月1日 冰見郡余川村   | 1952年8月1日 併入冰見町     | 1952年8月1日 改制為冰見市       | 冰見市                    | 冰見市                     | 冰見市                     |
| 碁石村       | 1896年4月1日 冰見郡碁石村   | 1896年4月1日 冰見郡碁石村   | 1896年4月1日 冰見郡碁石村   | 1952年8月1日 併入冰見町     | 1952年8月1日 改制為冰見市       | 冰見市                    | 冰見市                     | 冰見市                     |
| 八代村       | 1896年4月1日 冰見郡八代村   | 1896年4月1日 冰見郡八代村   | 1896年4月1日 冰見郡八代村   | 1952年8月1日 併入冰見町     | 1952年8月1日 改制為冰見市       | 冰見市                    | 冰見市                     | 冰見市                     |
| 上村         | 1896年4月1日 冰見郡上村     | 1896年4月1日 冰見郡上村     | 1896年4月1日 冰見郡上村     | 1896年4月1日 冰見郡上村     | 1953年12月1日 併入冰見市        | 冰見市                    | 冰見市                     | 冰見市                     |
| 熊無村       | 1896年4月1日 冰見郡熊無村   | 1896年4月1日 冰見郡熊無村   | 1896年4月1日 冰見郡熊無村   | 1896年4月1日 冰見郡熊無村   | 1953年12月1日 併入冰見市        | 冰見市                    | 冰見市                     | 冰見市                     |
| 速川村       | 1896年4月1日 冰見郡速川村   | 1896年4月1日 冰見郡速川村   | 1896年4月1日 冰見郡速川村   | 1896年4月1日 冰見郡速川村   | 1954年4月1日 併入冰見市         | 冰見市                    | 冰見市                     | 冰見市                     |
| 久目村       | 1896年4月1日 冰見郡久目村   | 1896年4月1日 冰見郡久目村   | 1896年4月1日 冰見郡久目村   | 1896年4月1日 冰見郡久目村   | 1954年4月1日 併入冰見市         | 冰見市                    | 冰見市                     | 冰見市                     |
| 阿尾村       | 1896年4月1日 冰見郡阿尾村   | 1896年4月1日 冰見郡阿尾村   | 1896年4月1日 冰見郡阿尾村   | 1896年4月1日 冰見郡阿尾村   | 1954年4月1日 併入冰見市         | 冰見市                    | 冰見市                     | 冰見市                     |
| 藪田村       | 1896年4月1日 冰見郡藪田村   | 1896年4月1日 冰見郡藪田村   | 1896年4月1日 冰見郡藪田村   | 1896年4月1日 冰見郡藪田村   | 1954年4月1日 併入冰見市         | 冰見市                    | 冰見市                     | 冰見市                     |
| 宇波村       | 1896年4月1日 冰見郡宇波村   | 1896年4月1日 冰見郡宇波村   | 1896年4月1日 冰見郡宇波村   | 1896年4月1日 冰見郡宇波村   | 1954年4月1日 併入冰見市         | 冰見市                    | 冰見市                     | 冰見市                     |
| 女良村       | 1896年4月1日 冰見郡女良村   | 1896年4月1日 冰見郡女良村   | 1896年4月1日 冰見郡女良村   | 1896年4月1日 冰見郡女良村   | 1954年4月1日 併入冰見市         | 冰見市                    | 冰見市                     | 冰見市                     |